# 小龍 (澎湖)
小龍，舊名為草嶼或草嶼1，為了與位於澎湖縣白沙鄉瓦硐村和望安鄉花嶼村的同縣同名島嶼區隔，於2005年更名作小龍，惟民眾一般還是稱其草嶼。為台灣澎湖縣白沙鄉員貝村的一個島嶼，面積約0.0064平方公里。島嶼位在員貝嶼南方約500公尺處，乾潮時可自員貝嶼步行前往，大乾潮時亦有踏浪步道，可直接走至位於澎湖本島湖西鄉的沙港村。